# Ros (gorro)
El ros es un pequeño tocado o casco militar similar al chacó y por tanto del grupo de los morriones. Hecho de fieltro muy ligero y de poco peso, fue introducido en el ejército español por el general Ros de Olano en 1855, cuyo nombre lleva. Tiene la característica de ser más alto por delante que por detrás.
Se ensayó como modelo en el batallón de cazadores de Madrid y luego fue adoptado por toda la infantería, artillería, caballería ligera, infantería de marina y cuerpos de carabineros del reino. Su coste por real orden de 1863 fue el de 26 reales de vellón. 

## Enlaces
- Wikimedia Commons alberga una categoría multimedia sobre Ros.

- Datos: Q21573806
- Multimedia: Ros / Q21573806